# Глибока-Буковинська
Глибо́ка-Букови́нська — вузлова залізнична станція Івано-Франківської дирекції Львівської залізниці на перетині двох неелектрифікованих ліній Чернівці-Північна — Багринівка та Глибока-Буковинська — Берегомет між станціями Великий Кучурів (15 км), Карапчів (8,5 км) та Вадул-Сірет (6,5 км). Розташована в селищі Глибока Чернівецького району Чернівецької області.

## Пасажирське сполучення
На станції Глибока-Буковинська щоденно зупиняються приміські поїзди сполученням Чернівці — Вадул-Сірет.